# AC長野パルセイロ・レディース
AC長野パルセイロ・レディース（エーシーながのパルセイロ・レディース、英語: AC Nagano Parceiro Ladies）は、日本の長野県長野市、須坂市、中野市、飯山市、千曲市、坂城町、小布施町、高山村、山ノ内町、木島平村、野沢温泉村、信濃町、小川村、飯綱町、栄村、佐久市をホームタウンとする、WEリーグに所属する女子サッカークラブである。

## 概要
2000年に大原学園系列の専門学校のひとつ、大原スポーツ公務員専門学校サッカー専攻科女子サッカーコースの生徒や教職員を中心としたサッカークラブ大原学園JaSRA女子サッカークラブとして設立され、2003年度から2009年度までは大原学園の名で日本女子サッカーリーグに所属していた。2009年シーズン終了後、当時北信越フットボールリーグ1部に所属していたAC長野パルセイロの女子チームとしてクラブ移管を行いクラブ名がAC長野パルセイロ・レディースとなった。
2020年10月15日、2021年から発足するWEリーグへの参入が承認された。

## 歴史

### 大原学園JaSRA
2003年
森下聖二総監督のもと北信越リーグでの連続優勝、全日本女子サッカー選手権大会での活躍などにより、日本女子サッカーリーグに加盟。初年度は一次リーグ（東日本リーグ）で苦戦を強いられ5位に終わったが、決勝リーグ（下位リーグ）、「2004 L1参入チーム決定戦」でそれぞれ1位（リーグ戦の全体では第7位）となり、翌年のL1入りを決めた。
2004年
リーグ戦を通して1勝も挙げられず（2分12敗）最下位となり、L2リーグに降格することになった。
2006年
TASAKIペルーレFCなどから選手を補強。シーズンを無敗で終え(15勝6分勝ち点51)ディビジョン2で2位となり入れ替え戦に進出。ディビジョン1の7位となったスペランツァF.C.高槻との入れ替え戦に勝利し、ディビジョン1昇格を決める。
2007年
ディビジョン1初勝利を挙げるものの、2勝2分17敗で再び最下位となりディビジョン2に降格することになった。
2009年
7勝4分10敗の成績で5位。シーズン終了後、当時北信越フットボールリーグ1部に所属していたAC長野パルセイロの女子チームとしてクラブ移管を行うこととなった。それに伴いクラブ名がAC長野パルセイロ・レディースとなる。

### AC長野パルセイロ・レディース
2010年
日本女子サッカーリーグ編成の見直しに伴いチャレンジリーグEASTに参加。4勝3分8敗の成績で6チーム中4位となるが、「なでしこリーグ準加盟」チームの中では首位であった（当時の規定でチャレンジリーグに参加し、なおかつ「リーグ準加盟」のチームは準加盟の中での成績上位2位までに入れば入れ替え戦に出場する権利があった。（ただし、当時イーストディビジョン所属の準加盟は長野Lと清水第八プレアデスの2チームしかないので本来なら2チームともなでしこ入れ替え戦出場は可能であったが、清水第八はイーストディビジョン最下位（6位）で、規定によりなでしこリーグ入れ替え戦は出場できずチャレンジリーグ入れ替え戦に回ったため、長野Lのみとなった）ため、なでしこリーグ入替戦を戦うが、敗退。チャレンジリーグへの残留が決定した。
2011年
2勝2分11敗の成績で5位。この年限りで4年間チームを率いてきた椚が監督を退任。
2012年
勝又透が監督に就任。東西の区分けがなくなったチャレンジリーグでは2勝4分16敗の成績で参加12チーム中11位となり、チャレンジリーグ入れ替え戦に臨むこととなった。名古屋FCとの入れ替え戦ではホーム・アウェイともに勝利しチャレンジリーグ残留が決定した。
2013年
勝又が監督を退任。U-20サッカー日本女子代表コーチであった本田美登里が後任の監督に就任。スフィーダ世田谷FCの内山朋香など10名の新加入選手を加え、過去最大の25人編成となった。チャレンジリーグでは9勝1分12敗の成績で参加16チーム中11位。
2014年
横山久美や池ヶ谷夏美などを獲得し、チャレンジリーグでは13勝3分6敗の成績で参加16チーム中4位となる。皇后杯は予選で敗れた。
2015年
開幕から18試合無敗で首位守り、10月25日の愛媛FCレディースを6-0で勝利し、2007年以来8年ぶりになでしこリーグ1部復帰を決めた。
2016年
昇格1年目のクラブとしては過去最高位の3位、ホーム平均観客数はリーグ最多となる3,647人を記録。開幕前に主将の坂本理保が「長野旋風を巻き起こしたい」と語った通り、強豪クラブへの肉薄や劇的な逆転などによって、話題を集める結果となった。
2017年
7月1日、横山久美が1.FFCフランクフルトに期限付き移籍。
2018年
5月31日、横山久美が1.FFCフランクフルトとの契約満了に伴い、復帰。
2019年
シーズンを9位で終え、なでしこリーグ2部2位のセレッソ大阪堺レディースとホーム＆アウェイ方式による入替戦を行い、2戦合計1-1となり、アウェーゴールの差で2部降格が決定した。
12月6日、本田美登里が監督を退任。
12月14日、佐野佑樹が監督に就任。
12月19日、横山久美がナショナル・ウィメンズ・サッカーリーグのワシントン・スピリットに完全移籍した。
2020年
10月15日に開催されたWEリーグ理事会において、2021年9月に開幕する日本女子プロサッカーリーグ（WEリーグ）に参入することが決定した。
2021年
2月13日、小笠原唯志が監督に就任。
2022年
5月27日、小笠原唯志監督が2021-22シーズン限りで退任し、田代久美子ヘッドコーチが2022-23シーズンから監督に就任することが発表された。
2023年
5月22日、契約満了につき田代久美子監督が2022-23シーズン限りで退任、小笠原唯志レディースチーム強化担当も退任することが発表された。
6月15日、廣瀬龍新監督の就任が発表された。

## 年度別成績・歴代監督
| 回                         | 年度    | チーム名                        | リーグ                       | チーム数 | 試合数 | 勝点 | 勝 | 分 | 敗 | リーグ順位 | リーグ杯 | 皇后杯      | 監督       |
| 日本女子サッカーリーグ     |         |                                 |                              |          |        |      |    |    |    |            |          |             |            |
| 15                         | 2003    | 大原学園JaSRA女子サッカークラブ | L・リーグ                    | 13       | 18     | 27   | 8  | 3  | 7  | 7位        | -        | ベスト8     | 種田佳織   |
| (16)                       | 2004    | 大原学園JaSRA女子サッカークラブ | L・リーグ1部(L1)             | 8        | 14     | 2    | 0  | 2  | 12 | 8位        | -        | 2回戦敗退   | 沖山雅彦   |
| (17)                       | 2005    | 大原学園JaSRA女子サッカークラブ | L・リーグ2部(L2)             | 7        | 18     | 30   | 9  | 3  | 6  | 3位        | -        | 2回戦敗退   | 種田佳織   |
| (18)                       | 2006    | 大原学園JaSRA女子サッカークラブ | なでしこリーグ ディビジョン2 | 8        | 21     | 51   | 15 | 6  | 0  | 2位        | -        | ベスト8     | 種田佳織   |
| (19)                       | 2007    | 大原学園JaSRA女子サッカークラブ | なでしこリーグ ディビジョン1 | 8        | 21     | 8    | 2  | 2  | 17 | 8位        | GL敗退   | ベスト8     | 種田佳織   |
| (20)                       | 2008    | 大原学園JaSRA女子サッカークラブ | なでしこリーグ ディビジョン2 | 9        | 16     | 25   | 7  | 4  | 5  | 4位        | -        | 3回戦敗退   | 椚陽介     |
| (21)                       | 2009    | 大原学園JaSRA女子サッカークラブ | なでしこリーグ ディビジョン2 | 8        | 21     | 25   | 7  | 4  | 10 | 5位        | -        | 3回戦敗退   | 椚陽介     |
| (22)                       | 2010    | AC長野パルセイロ・レディース    | チャレンジリーグEAST         | 6        | 15     | 15   | 4  | 3  | 8  | 4位        | -        | 1回戦敗退\| | 椚陽介     |
| (23)                       | 2011    | AC長野パルセイロ・レディース    | チャレンジリーグEAST         | 6        | 15     | 8    | 2  | 2  | 11 | 5位        | （中止） | 1回戦敗退   | 椚陽介     |
| (24)                       | 2012    | AC長野パルセイロ・レディース    | チャレンジリーグ             | 12       | 22     | 10   | 2  | 4  | 16 | 11位       | -        | -           | 勝又透     |
| (25)                       | 2013    | AC長野パルセイロ・レディース    | チャレンジリーグ             | 16       | 22     | 28   | 9  | 1  | 12 | 11位       | -        | 1回戦敗退   | 本田美登里 |
| (26)                       | 2014    | AC長野パルセイロ・レディース    | チャレンジリーグ             | 16       | 22     | 42   | 13 | 3  | 6  | 4位        | -        | 予選敗退    | 本田美登里 |
| (27)                       | 2015    | AC長野パルセイロ・レディース    | なでしこリーグ2部            | 10       | 27     | 67   | 22 | 1  | 4  | 優勝       | -        | 3回戦敗退   | 本田美登里 |
| (28)                       | 2016    | AC長野パルセイロ・レディース    | なでしこリーグ1部            | 10       | 18     | 37   | 12 | 1  | 5  | 3位        | GL敗退   | ベスト8     | 本田美登里 |
| (29)                       | 2017    | AC長野パルセイロ・レディース    | なでしこリーグ1部            | 10       | 18     | 23   | 6  | 5  | 7  | 6位        | GL敗退   | ベスト8     | 本田美登里 |
| (30)                       | 2018    | AC長野パルセイロ・レディース    | なでしこリーグ1部            | 10       | 18     | 22   | 6  | 4  | 8  | 7位        | GL敗退   | ベスト8     | 本田美登里 |
| (31)                       | 2019    | AC長野パルセイロ・レディース    | なでしこリーグ1部            | 10       | 18     | 15   | 4  | 3  | 11 | 9位        | GL敗退   | 3回戦敗退   | 本田美登里 |
| (32)                       | 2020    | AC長野パルセイロ・レディース    | なでしこリーグ2部            | 10       | 18     | 28   | 8  | 4  | 6  | 5位        | （中止） | 2回戦敗退   | 佐野佑樹   |
| 日本女子プロサッカーリーグ |         |                                 |                              |          |        |      |    |    |    |            |          |             |            |
| 2021-22                    | 2021-22 | AC長野パルセイロ・レディース    | WEリーグ                     | 11       | 20     | 21   | 5  | 6  | 9  | 7位        | -        | 4回戦敗退   | 小笠原唯志 |
| 2022-23                    | 2022-23 | AC長野パルセイロ・レディース    | WEリーグ                     | 11       | 20     | 21   | 5  | 6  | 9  | 7位        | GS敗退   | 4回戦敗退   | 田代久美子 |
| 2023-24                    | 2023-24 | AC長野パルセイロ・レディース    | WEリーグ                     | 12       | 22     | 18   | 4  | 6  | 12 | 11位       | GS敗退   | 5回戦敗退   | 廣瀬龍     |
| 2024-25                    | 2024-25 | AC長野パルセイロ・レディース    | WEリーグ                     | 12       | 22     | 22   | 6  | 4  | 12 | 8位        | GS敗退   | 5回戦敗退   | 廣瀬龍     |
| 2025/26                    | 2025/26 | AC長野パルセイロ・レディース    | WEリーグ                     | 12       |        |      |    |    |    |            |          |             | 廣瀬龍     |

- 勝ち点は「勝ち3、引き分け1、負け0」
- 2003年はシーズン名に「第○回」と表記されていたが、2004年からは西暦年で表記するようになった。

- 予選（地区）リーグと決勝リーグを採用した2003年の成績は年間順位。チーム数は両地区の合計チーム数。
- 2004年から二部制に移行。チーム数は所属リーグのみ。
- 2012年は皇后杯北信越地区予選を棄権。

## スタジアム
男子のチームと同じく南長野運動公園総合球技場（長野Uスタジアム）がメインでそのほかに長野県内各地のスタジアムを使用している。
なお南長野球技場は男子チームがJ2加盟に必要なスペックのスタジアムへの改修工事を実施することに伴う閉鎖のため2013年夏季より暫定的に佐久市にある佐久総合運動公園陸上競技場（2013年3月竣工）を本拠地とする同市との協定 が結ばれ、2013年はレギュラーシーズンのうちの2試合の主催試合を開催する。また南長野球技場の改修完成後も、女子チームは準本拠地としての位置づけで使用することも計画に入れている（男子チームについてはJリーグ開催のスペックが厳格であるため公式戦では使用しない）。

## シーズン別入場者数
- スタジアム欄の太字はホームスタジアムに登録されている競技場。
- 入場者数の太字は、所属リーグ毎の歴代最多。
- 入場者数の斜字は、所属リーグ毎の歴代最少。
- 試合数および入場者数データはリーグ戦のみ。

| シーズン | 所属           | 合計 入場者数 |        | 最多入場者数 | 最多入場者数 | 最多入場者数 |          | 最少入場者数 | 最少入場者数 | 最少入場者数 |                             | 平均 入場者数 | 試合数 | ホームゲーム 開催スタジアム | ホームゲーム 開催スタジアム |
| シーズン | 所属           | 合計 入場者数 | 動員数 | 相手         | 会場         | 動員数       | 相手     | 会場         | リーグ戦     | カップ戦     |                             | 平均 入場者数 | 試合数 |                             |                             |
| 2010     | チャレンジEAST | 2,553         |        | 590          | ac福島       | 南長野       |          | 218          | 日体FC       | 南長野       |                             | 319           | 8      | 南長野(8)                   | (開催無し)                  |
| 2011     | チャレンジEAST | 1,633         | 358    | NORD         | 127          | 南長野       | 常盤木高 | 233          | 7            | 南長野       | 南長野(7)                   |               |        |                             | (開催無し)                  |
| 2012     | チャレンジ     | 2,398         | 407    | ベガルタ     | 115          | 南長野       | 静産大ク | 218          | 11           | 南長野       | 南長野(11)                  |               |        |                             | (開催無し)                  |
| 2013     | チャレンジ     | 5,174         | 711    | 清水第八     | 290          | 南長野       | 愛媛FC   | 470          | 11           | 南長野       | 南長野(11)                  |               |        |                             | (開催無し)                  |
| 2014     | チャレンジ     | 4,734         | 930    | 静産大ク     | 長野         | 177          | 福岡AN   | 佐久         | 430          | 11           | 佐久(8)、長野(2)、大町サ(1) |               |        |                             | (開催無し)                  |
| 2015     | なでしこ2部    | 17,569        | 3,828  | 愛媛FC       | 南長野       | 562          | 日体大Ｆ | 佐久         | 1,351        | 13           | 南長野(9)、佐久(3)、長野(1) |               |        |                             | (開催無し)                  |
| 2016     | なでしこ1部    | 32,826        | 6,733  | I神戸        | 南長野       | 2,127        | 新潟L    | 南長野       | 3,647        | 9            | 南長野(9)                   | 南長野(3)     |        |                             |                             |
| 2017     | なでしこ1部    | 21,793        | 4,275  | I神戸        | 長野U        | 1,345        | 日テレ   | 佐久総合     | 2,421        | 9            | 長野U(7)、佐久総合(1)       | 長野U(4)      |        |                             |                             |
| 2018     | なでしこ1部    | 21,150        | 3,492  | マイナビ     | 長野U        | 1,630        | 浦和     | 長野U        | 2,350        | 9            | 長野U(9)                    | 長野U(4)      |        |                             |                             |
| 2019     | なでしこ1部    | 15,378        | 2,275  | 新潟L        | 長野U        | 1,083        | マイナビ | 長野U        | 1,709        | 9            | 長野U(9)                    | 長野U(4)      |        |                             |                             |
| 2020     | なでしこ2部    | 7,294         | 1,644  | バニーズ     | 長野U        | 0            | ちふれ   | 長野U        | 810          | 9            | 長野U(8)、佐久(1)           | (開催中止)    |        |                             |                             |
|          |                |               |        |              |              |              |          |              |              |              |                             |               |        |                             |                             |
| 2021-22  | WE             | 11,750        |        | 1,957        | 東京NB       | 長野U        |          | 764          | EL埼玉       | 長野U        |                             | 1,175         | 10     | 長野U(10)                   | (開催無し)                  |
| 2022-23  | WE             | 10,832        | 1,807  | I神戸        | 538          | 長野U        | EL埼玉   | 1,083        | 10           | 長野U        | 長野U(10)                   | 長野U(3)      |        |                             |                             |
| 2023-24  | WE             | 11,571        | 1,449  | N相模原      | 808          | 長野U        | C大阪    | 1,052        | 11           | 長野U        | 長野U(11)                   | 長野U(2)      |        |                             |                             |
| 2024-25  | WE             | 12,577        | 2,543  | EL埼玉       | 664          | 長野U        | I神戸    | 1,143        | 11           | 長野U        | 長野U(11)                   | 長野U(3)      |        |                             |                             |

1. ↑  リモートマッチ

## ユニフォーム

### チームカラー
- オレンジ、  紺

### ユニフォームスポンサー
| 掲出箇所 | スポンサー名                          | 表記         | 掲出年  | 備考                        |
| 胸       | ホクト                                | HOKTO        | 2016年- | 2011年 - 2015年は背中       |
| 鎖骨     | 長野都市ガス                          | 長野都市ガス | 2023年- | 2016年 - 2023年は背中上部   |
| 背中上部 | マナテック                            | MANATEC      | 2023年- | 2021年 - 2023年は鎖骨右側   |
| 背中下部 | 炭平コーポレーション                  | 炭平         | 2023年- | 2021年 - 2023年はパンツ背面 |
| 袖       |                                       |              |         |                             |
| パンツ   | 公益財団法人倉石地域振興財団 栗田病院 | 栗田病院     | 2021年- | 前面左側に表記              |
| パンツ   | 信濃毎日新聞                          | 信濃毎日新聞 | 2023年- |                             |

### ユニフォームサプライヤー
- DUELO（ - 2015年）
- PENALTY（2016年 - 2021年6月、2022-23シーズン - 2024-25シーズン[22]）
- X-girl（2021-22シーズン、2025/26シーズン - ）[23][24][25]

### 歴代ユニフォームスポンサー年表
| 年度    | 胸     | 鎖骨左 | 鎖骨右       | 背中上       | 背中下                 | 袖                       | パンツ前面   | パンツ背面           | サプライヤー |
| 2016    | ホクト |        |              | 長野都市ガス |                        |                          |              |                      | PENALTY      |
| 2017    | ホクト |        |              | 長野都市ガス |                        |                          |              |                      | PENALTY      |
| 2018    | ホクト | 本久   |              | 長野都市ガス |                        |                          |              |                      | PENALTY      |
| 2019    | ホクト | 本久   | なし         | 長野都市ガス | みすずコーポレーション | デンセンホールディングス | 信濃毎日新聞 | なし                 | PENALTY      |
| 2020    | ホクト | 本久   | 栗田病院     | 長野都市ガス | マナテック             | 炭平コーポレーション     | 信濃毎日新聞 | なし                 | PENALTY      |
| 2021-22 | ホクト | 本久   | マナテック   | 長野都市ガス | みすずコーポレーション | 共和コーポレーション     | 栗田病院     | 炭平コーポレーション | X-girl       |
| 2022-23 | ホクト | 本久   | マナテック   | 長野都市ガス | みすずコーポレーション | 共和コーポレーション     | 栗田病院     | 炭平コーポレーション | PENALTY      |
| 2023-24 | ホクト | 本久   | 長野都市ガス | マナテック   | 炭平コーポレーション   |                          | 栗田病院     | 信濃毎日新聞         | PENALTY      |
| 2024-25 | ホクト |        | 長野都市ガス | マナテック   | 炭平コーポレーション   | こやし屋                 | 栗田病院     | 信濃毎日新聞         | PENALTY      |
| 2025/26 | ホクト |        | 長野都市ガス | マナテック   | 炭平コーポレーション   |                          | 栗田病院     | 信濃毎日新聞         | X-girl       |